# Neuenstein (Hessen)
Neuenstein település Németországban, Hessen tartományban. Lakosainak száma 3159 fő (2023. december 31.).

## Népesség
A település népességének változása:
| Lakosok száma | 3030 | 2947 | 2936 | 3059 | 3170 | 3159 |
|               | 2014 | 2017 | 2019 | 2021 | 2022 | 2023 |